# Rome Rage
I Rome Rage sono stati una franchigia di pallacanestro della WBA, con sede a Rome, in Georgia, attivi dal 2007 al 2009.
Debuttarono nel 2007 come Floyd County Rage, terminarono la regular season con un record di 4-6, non qualificandosi per i play-off. Dopo un anno di inattività, si ripresentarono nel 2009 come Rome Rage, perdendo tutte le 10 partite disputate.

## Stagioni
| Stagione | Lega | Denominazione     | V | P  | %    | Piazzamento | Play-off |
| -------- | ---- | ----------------- | - | -- | ---- | ----------- | -------- |
| 2007     | WBA  | Floyd County Rage | 4 | 6  | 40,0 | 3º          | -        |
| 2009     | WBA  | Rome Rage         | 0 | 10 | 0,0  | 6º          | -        |